# Лихорадов Анатолій Петрович
Анатолій Петрович Лихорадов (29 квітня 1926, місто Дніпропетровськ, тепер місто Дніпро — 2016, місто Москва — радянський діяч, металург, заступник міністра чорної металургії СРСР, директор Дніпропетровського металургійного заводу імені Петровського.

## Біографія
Трудову діяльність розпочав у 1942 році слюсарем Магнітогорського металургійного комбінату РРФСР.
У 1948 році закінчив Дніпропетровський металургійний інститут.
У 1948—1955 роках — на інженерно-технічній роботі на Дніпропетровському металургійному заводі імені Петровського.
У 1955—1958 роках — начальник сортопрокатного цеху, начальник цеху блюмінгу «Криворіжсталі» Дніпропетровської області. У 1958—1962 роках — головний технолог — заступник головного інженера із виробництва Криворізького металургійного заводу імені Леніна Дніпропетровської області.
У 1963—1967 роках — директор Дніпропетровського металургійного заводу імені Григорія Івановича Петровського.
У 1967—1970 роках — директор Новолипецького металургійного заводу Липецької області РРФСР.
У 1970—1978 роках — заступник міністра чорної металургії СРСР.
У 1978—1991 роках — завідувач відділу чорної і кольорової металургії Управління справами Ради Міністрів СРСР.
З 1991 року — заступник начальника відділу зовнішньо-економічних зв'язків фірми «Стінол» Новолипецького металургіного комбінату Російської Федерації.
Потім — на пенсії у місті Москві. Помер наприкінці грудня 2016 року.

## Нагороди
- два ордени Леніна
- орден Дружби народів
- два ордени Трудового Червоного Прапора
- орден «Знак Пошани»
- медалі
- двічі лауреат Державної премії СРСР у галузі науки і техніки (1969,)